# Sanwara
Ne doit pas être confondu avec Sanwara-Tinkiro.
Sanwara est une commune rurale située dans le département de Gbomblora de la province du Poni dans la région Sud-Ouest au Burkina Faso.

## Géographie
Sanwara se trouve à 4 km à l'ouest du chef-lieu Gbomblora. Le village est traversé par la route nationale 11, menant à la Côte d'Ivoire.

## Santé et éducation
Le centre de soins le plus proche de Sanwara est le centre de santé et de promotion sociale (CSPS) de Gbomblora tandis que le centre hospitalier régional (CHR) de la province se trouve à Gaoua.